# Walther Rademacher

Walther Rademacher, vor 1929

Walther Rademacher, gelegentlich Walter Rademacher,  (* 8. April 1879 in Merseburg; † 8. April 1952 in Borna) war ein deutscher Jurist, Industrieller und Reichstagsabgeordneter.

## Eltern, Studium und politische Betätigung
Als Sohn des Gymnasiallehrers Otto Rademacher (1847–1918) und seiner Ehefrau Maria Simon besuchte er von 1888 bis 1897 ein humanistisches Gymnasium. Anschließend studierte er Rechtswissenschaften in Marburg, München und Halle bis zum Jahre 1900 und wurde zum Dr. jur. promoviert.
Im Jahre 1905 legte er sein Examen zum Assessor ab. Von 1905 bis 1920 betätigte er sich in Merseburg als Notar und Rechtsanwalt, wobei er auch praktische Erfahrungen im Braunkohlenbergbau sammelte. Von 1912 bis 1920 gehörte er der Stadtverordnetenversammlung in Merseburg an. Im Ersten Weltkrieg diente er von 1915 bis 1919 in der Zivilverwaltung des Deutschen Reiches in Belgien und im Reichsamt des Innern. Mit der Gründung der DNVP im Jahre 1918 wurde er Vorsitzender der Partei in Merseburg. Von 1919 bis 1920 war er Mitglied im Bezirksausschuss von Merseburg. Dem Bezirksausschuss von Borna gehörte er von 1923 bis 1926 an.

## Reichstag
In den Reichstag zog er als Abgeordneter von Dezember 1924 bis Mai 1928 für den Wahlkreis 28 Dresden-Bautzen. Bei der nächsten Wahl errang er das Reichstagsmandat für den Wahlkreis 30 Chemnitz-Zwickau von Mai 1928 bis September 1930. Letztmals zog er in den Reichstag mit dem Mandat vom Wahlkreis 29 Leipzig von März 1933 bis November 1933. Zeitweise gehörte er auch der Volkskonservativen Vereinigung (VKV) Anfang der dreißiger Jahre an, wo er dem altkonservativen Flügel zugerechnet wurde. Als es innerhalb der Fraktion der DNVP zu einer Auseinandersetzung um die Abstimmung von zwei Notverordnungen am 18. Juli 1930 kam und die Gruppe im Kuno von Westarp dafür stimmte, trat er mit weiteren anderen 24 Mitgliedern der Reichstagsfraktion aus der DNVP aus.

## Betätigung in der Industrie
Im Jahre 1920 verließ er den Staatsdienst und wechselte zur Deutsch-Österreichischen Bergwerksgesellschaft, die später in Vereinigte Kohlen AG mit Sitz in Dresden umbenannt wurde und wo er den Posten eines Direktors einnahm. Ab 1922 war er als Direktor bei der Deutschen Erdöl AG tätig, wobei er auch dem Vorstand der Bergbaudirektion Borna angehörte. Als Mitglied im Vorstandsrat des Deutschen Braunkohlen-Industrie-Vereins vertrat er auch deren wirtschaftspolitische Interessen. Als Herausgeber vom Privatwirtschaftlichen Zeitungsdienst informierte er die Industriellen über die wirtschaftspolitischen Ziele der NSDAP, worauf der Reichsverband der Deutschen Industrie (RDI) dieser Publikation eine Empfehlung aussprach.
Er vertrat die Industrie in mehreren Ausschüssen der Vereinigung der Arbeitgeberverbände und des Deutschen Industrie- und Handelstages. Weiterhin gehörte er dem Aufsichtsrat des Mitteldeutschen Braunkohlen-Syndikats an. Beim Verband Sächsischer Industrieller gehörte er dem Gesamtvorstand an.

## Schriften
- Die Zwangswirtschaft und die Durchführung der beschränkten Ablieferungspflicht [System Roesicke] im General-Gouvernement Belgien während der deutschen Besetzung. Berlin 1920
- Wirtschaftspolitische Gemeinschaftsarbeit. Berlin 1924
- Deutsche Wirtschaftsnot. Rede des ... Walther Rademacher auf dem Reichsparteitag in Berlin am 16. November 1925. Berlin 1925
- Die Aufwertung. Vortrag. Berlin 1925
- Die „Kalte Sozialisierung“. Vortrag anlässlich der Haupttagung des Arbeitsausschusses deutschnationaler Industrieller am 9. Sept. in Köln. Berlin 1926
- mit Albrecht Philipp: Das neue Aufwertungsrecht einschliesslich der Ablösung der öffentlichen Anleihen unter Berücksichtigung der Durchführungsverordnung vom 29. November 1925, nebst praktischen Beispielen, Formularen für die notwendigen Anmeldungen und eine Tabelle. der einzuhaltenden Fristen, ausführliches Sachregister und den Wortlaut der Gesetze und  der wichtigsten Ausführungsverordnungen (besonders der Durchführungsverordnung vom 29. November 1925). Berlin 1926
- Wer trägt die Verantwortung für die Inflation? Wer vereitelt den Rechtsanspruch der Kleinrentner? - Aus der Rede in der Sitzung des Reichstages vom 19. Februar 1929. Berlin 1929
- Young-Plan, Reichsfinanzen und Wirtschaftslage. Berlin 1930